# Kapela (Chorvatsko)
Kapela je vesnice a správní středisko stejnojmenné opčiny v Chorvatsku ve Bjelovarsko-bilogorské župě. Nachází se na úpatí pohoří Bilogora, asi 9 km severně od Bjelovaru. V roce 2011 žilo v Kapele 428 obyvatel, v celé opčině pak 2 933 obyvatel. Název znamená kaple.
Součástí opčiny je celkem 26 trvale obydlených vesnic.
- Babotok – 112 obyvatel
- Botinac – 119 obyvatel
- Donji Mosti – 210 obyvatel
- Gornje Zdelice – 128 obyvatel
- Gornji Mosti – 78 obyvatel
- Jabučeta – 62 obyvatel
- Kapela – 428 obyvatel
- Kobasičari – 189 obyvatel
- Lalići – 23 obyvatel
- Lipovo Brdo – 115 obyvatel
- Nova Diklenica – 114 obyvatel
- Novi Skucani – 196 obyvatel
- Pavlin Kloštar – 152 obyvatel
- Poljančani – 79 obyvatel
- Prnjavor – 22 obyvatel
- Reškovci – 34 obyvatel
- Sredice Gornje – 159 obyvatel
- Srednja Diklenica – 58 obyvatel
- Srednji Mosti – 98 obyvatel
- Stanići – 123 obyvatel
- Stara Diklenica – 56 obyvatel
- Starčevljani – 151 obyvatel
- Stari Skucani – 129 obyvatel
- Šiptari – 75 obyvatel
- Tvrda Reka – 29 obyvatel
- Visovi – 45 obyvatel

Opčinou procházejí župní silnice Ž2143, Ž2182, Ž2236 a Ž3004.